# Strasbourg eurometropolisz

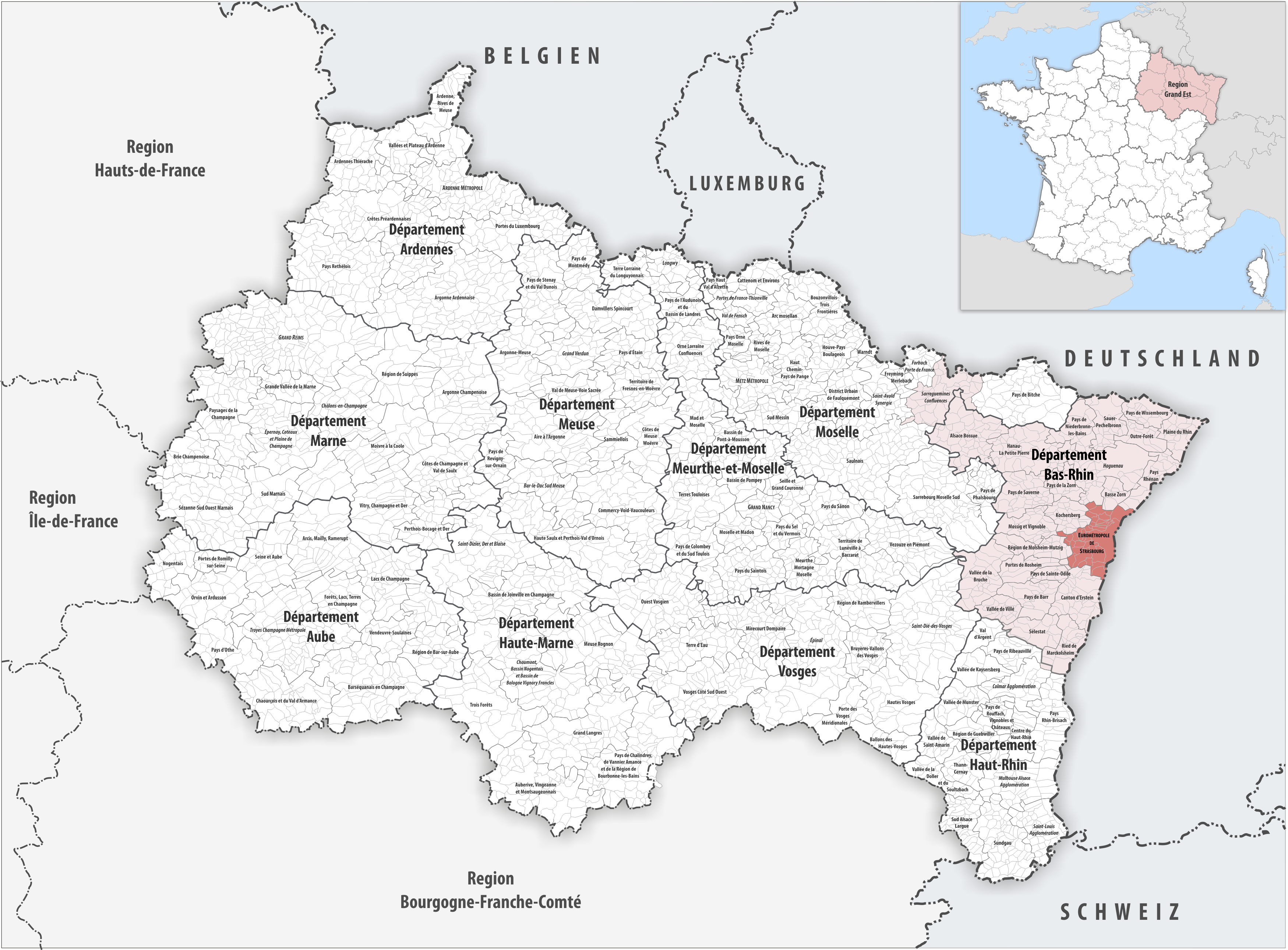
Elhelyezkedése a régióban és Bas-Rhin megyében

Strasbourg eurometropolisz (franciául: Eurométropole de Strasbourg) a franciaországi metropoliszok egyike, a francia községközi társulási rendszer (intercommunalité) része. 
Franciaország északkeleti részén, Grand Est régió Bas-Rhin megyéjében helyezkedik el. Strasbourgot és a város vonzáskörzetének további 32 községét foglalja magába. 
2015. január 1-jén jött létre az addigi „Strasbourg városközösség” (communauté urbaine de Strasbourg) átalakításával. Ez utóbbit 1966. december 31-én alakították meg.
Népessége 514 651 fő volt 2021-ben, területe 337,6 km2. Igazgatási központja Strasbourgban van.

## Községek
A metropoliszt az alábbi 33 község alkotja:
1. Achenheim
2. Bischheim
3. Blaesheim
4. Breuschwickersheim
5. Eckbolsheim
6. Eckwersheim
7. Entzheim
8. Eschau
9. Fegersheim
10. Geispolsheim
11. Hangenbieten
12. Hoenheim
13. Holtzheim
14. Illkirch-Graffenstaden
15. Kolbsheim
16. Lampertheim
17. Lingolsheim
18. Lipsheim
19. Mittelhausbergen
20. Mundolsheim
21. Niederhausbergen
22. Oberhausbergen
23. Oberschaeffolsheim
24. Osthoffen
25. Ostwald
26. Plobsheim
27. Reichstett
28. Schiltigheim
29. Souffelweyersheim
30. Strasbourg
31. Vendenheim
32. La Wantzenau
33. Wolfisheim